# 미나리과
미나리과(---科, 학명: Apiaceae 아피아케아이[*]) 또는 산형과(Umbelliferae)는 미나리목의 과이다.
한대나 고산대에서 아열대에 이르기까지 널리 분포하며, 전 세계에 275속의 약 3,000종이 알려져 있는데, 특히 북반구의 온대에 많은 수가 있다. 한국에는 미나리·긴사상자·기름나물·반디나물·어수리·시호·전호 등의 31속 67종이 분포하고 있다.
대부분 여러해살이풀로서, 줄기는 굵고 곧게 서며, 잎은 어긋난다. 이 과의 특징은 꽃차례로서, 작은 여러 개의 꽃들이 우산살처럼 다발이 되어 달리고(산형꽃차례), 대부분 이들이 다시 방사상으로 모여 복산형 꽃차례를 이룬다.

## 산형과
산형과(Umbelliferae)는 쌍떡잎식물 갈래꽃류의 한 과. 잎자루의 밑부분은 잎집이 되고 꽃은 산형(繖形) 화서를 이룬다. 전 세계에 450속 3,500여 종이 분포하며, 우리나라에는 강활(Ostericum koreanum), 미나리(Oenanthe javanica), 바디나물(Angelica decursiva) 따위의 80여 종이 있다.

## 하위 분류
- 미나리아과(Apioideae Thorne ex P.Royen)
- 병풀아과(Mackinlayoideae G.M.Plunkett & Lowry)
- 아조렐라아과(Azorelloideae G.M.Plunkett & Lowry)
- 참반디아과(Saniculoideae Burnett)

## 같이 보기
- 당귀